# Bohuslav Skalicky
Bohuslav Skalicky, slovenski vinogradnik, pedagog in publicist češkega rodu, * 17. julij 1872, Cerekvice nad Bistrico, Češka, † 8. december 1926, Novo mesto.
Šolal se je v višji vinogradniški šoli v Klosterneuburgu pri Dunaju, kjer je leta 1894 diplomiral in bil po diplomi izredni slušatelj na visoki poljedelski šoli na Dunaju. Leta 1895 je prišel v Novo mesto in tu vodil dela za obrambo proti trtni uši na Kranjskem, bil vinarski nadzornik, od leta 1921 upravitelj Kmetijske šole na Grmu, od leta 1924 do smrti pa ravnatelj Nižje kmetijske šole. Bil je dopisni član Češkoslovaške kmetijske akademije v Pragi.
Napisal je več samostojnih publikacij:
- Siljenje ali kaljenje ameriških ključev (1907)
- Pridelovanje in razpečevanje namiznega grozdja ter vzgoja trt na špalirju (1912)
- Kmetijske razmere na Češkem (1909)
- Kletarstvo (1924)

## Zasebno življenje
Bohuslav Skalicky je bil poročen z Olgo Dolenc, hčerko Riharda Dolenca. Njun sin Zdenko Skalicky (1903–1933), pesnik in slikar, je bil poročen z Elizabeto Soklič. Drugi sin Bogo Skalicky (1905–1974), je bil priznan ginekolog in porodničar.
Pokopan je na pokopališču Šmihel v Novem mestu. Po njem je Novem mestu poimenovana Skalickega ulica, ki vodi proti gradu Grm.